# Reinhard II van Hulsberg
Reinhard II van Hulsberg ook bekend als Reinier II van Hulsberg-van Schaloen (ca. 1395-1457) werd in opvolging van zijn vader de 2e heer van Schaloen. Hij was de zoon van Johan I van Hulsberg (ca. 1348-1415) en Margaretha van Kinzweiler (ca. 1369-).
In 1397 is hij de eigenaar van het gehele Kasteel Schaloen.
Hij trouwde  op 4 december 1418 met Maria van Bottard-van Ruchan. Zij was een dochter van Librecht van Bottart van Ruchan en Ida van Reys. Uit zijn huwelijk is geboren:
- Maria I van Hulsberg (ca. 1420) trouwde met (ca. 1420) trouwde met Johan V Hoen de Cartils baron van Cartils  (1415-1479)
- Agnes van Hulsberg (ca. 1425-1471)
- Librecht I van Hulsberg-van Schaloen (ca. 1428-)
- Reinier III van Hulsberg-van Schaloen (ca. 1430-)
- Johan III (Drossart) van Hulsberg (ca. 1432-)

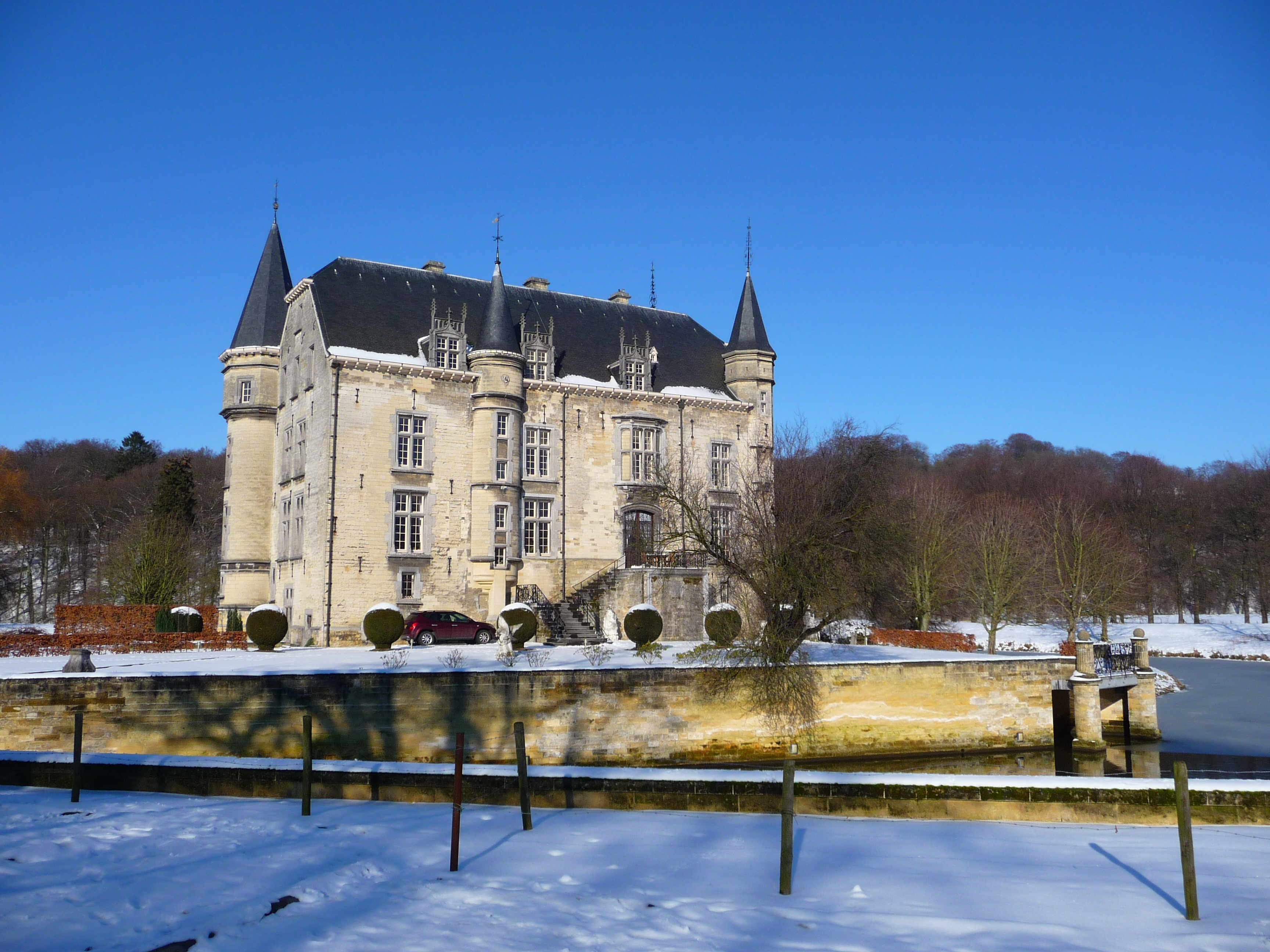